# Секти України
Історія "сектантства" в Україні є складною та багатогранною, відображаючи як загальносвітові тенденції розвитку релігії, так і специфічні історичні, соціальні та політичні умови. Важливо зазначити, що термін "секта" часто несе негативне забарвлення і в науковому середовищі замінюється на більш нейтральні "нові релігійні рухи" або "нетрадиційні релігії". Однак, у суспільному дискурсі він вживається для позначення груп, що мають деструктивні або маніпулятивні ознаки.

## Історія
Історія "сектантства" в Україні сягає давніх часів. Ще з періоду Київської Русі, а потім у Річчі Посполитій та Російській імперії, крім домінуючих православ'я та католицизму, існували й інші релігійні течії, які влада та панівні церкви часто класифікували як "єресі" або "секти".
Духовні християни (духобори, молокани, хлисти). Ці течії, що з'явилися в Російській імперії у XVIII-XIX століттях, мали значний вплив на Півдні та Південному Сході України. Вони відкидали зовнішні обряди, духовенство та церковну ієрархію, наголошуючи на "духовному" розумінні віри. Деякі з них, як-хлисти (христовіри), були відомі своїми екстатичними практиками.
Старообрядці. Після церковної реформи Никона у XVII столітті, значна кількість старообрядців, що не прийняли нововведень, мігрувала на українські землі (особливо на Слобожанщину, Чернігівщину, Поділля), де вони зберегли свої традиції. Спочатку вони також сприймалися як "сектанти" Російською православною церквою.
Іннокентіївці. На початку XX століття на півдні України та в Молдові зародилася православна секта, заснована ієромонахом Інокентієм. Вона пропагувала аскетизм, спокутні страждання та іноді навіть самогубства.
Шалапути. На Півдні України у 60-х роках XIX століття з'явилася ще одна гілка христовір'я, яка здобула підтримку серед селянства.
У радянський період більшість релігійних організацій піддавалася жорстоким переслідуванням. "Сектанти" (як їх називала радянська влада) часто ставали об'єктами особливої уваги КДБ та піддавалися репресіям. Проте, деякі групи, перебуваючи в підпіллі, продовжували свою діяльність, що часто призводило до ще більшої герметичності та закритості.
Після здобуття Україною незалежності та проголошення свободи совісті у 1991 році, релігійний простір значно розширився. Це призвело до:
Легалізації раніше заборонених конфесій: Українська греко-католицька церква, протестантські церкви, Свідки Єгови та інші отримали можливість вільно функціонувати.
Масового притоку місіонерів. З Заходу прибули численні місіонери різних конфесій, зокрема харизматичних та п'ятидесятницьких рухів, що призвело до значного зростання їхньої присутності в Україні.
Виникнення нових релігійних рухів. Цей період став плодючим ґрунтом для появи десятків, а то й сотень нових релігійних груп, деякі з яких згодом отримали ярлик "секти" через свої деструктивні практики.
Найбільш відомі "секти" та деструктивні культи, що з'явилися або активно діяли в Україні в період незалежності:
- «Біле братство» (1990-ті роки): Одна з найгучніших і найдеструктивніших "сект" ранніх 90-х. Заснована Юрієм Кривоноговим та Марією Цвігун ("Матір'ю Світу"). Відома своїми апокаліптичними пророцтвами про "кінець світу" у 1993 році, спробами масових самогубств, закликами відмовлятися від майна та сім'ї, що призвело до трагічних наслідків для багатьох її членів.
- «Посольство благословенного Царства Божого для всіх народів» (Сандей Аделаджа, з 1994 року): Це була одна з найбільших харизматичних церков, яка швидко зростала, але її репутація була підірвана масштабним скандалом із фінансовою пірамідою "King's Capital" у 2008 році. Лідер Сандей Аделаджа був звинувачений у шахрайстві, створенні культу особистості та аморальній поведінці.
- Духовний центр «Відродження» (Володимир Мунтян, з 1997 року): Ще один потужний харизматичний рух, який зіткнувся з численними звинуваченнями у фінансових махінаціях ("чудо-гроші"), психологічному тиску, а також звинуваченнями проти Мунтяна у шахрайстві, побоях та сексуальному насильстві.
- Догналіти (УПГКЦ, з 2008 року): Група, що відкололася від УГКЦ, відома своїми радикальними антикатолицькими та антиукраїнськими заявами, самопроголошенням "патріархату" та анафемами проти ієрархії традиційних церков.
- «АллатРа» / «РКР»: Хоча вона позиціонує себе як громадська організація, багато експертів ідентифікують її як деструктивний культ. Вона поширює псевдонаукові, окультні та конспірологічні ідеї, використовує маніпулятивні техніки та, за деякими даними, має проросійське забарвлення.

Україна, завдяки свободі совісті після 1991 року, стала відкритим полем для місіонерської діяльності різних релігійних течій з усього світу. Багато з них є цілком легітимними і не мають деструктивних ознак (наприклад, численні протестантські деномінації). Однак, деякі іноземні рухи, або ті, що мають іноземне коріння, викликають занепокоєння.
Ось деякі з них, які часто згадуються у контексті "іноземних сект" або деструктивних культів в Україні:
Церква Саєнтології
Засновник Саєнтології, Л. Рон Хаббард, є центральною фігурою, його вчення вважаються абсолютною істиною, і будь-яка критика чи сумніви засуджуються.
Історично Церква Саєнтології відома своєю агресивною тактикою проти критиків, колишніх членів та журналістів. Доктрина "Fair Game" (Чесна гра) дозволяла будь-які дії проти "ворогів" Саєнтології, включаючи юридичні переслідування, дискредитацію, погрози та інші форми тиску. Хоча офіційно ця доктрина була скасована, її дух, за словами критиків, зберігається.
Існують свідчення про жорсткі трудові умови для членів "Морської організації" (елітної групи саєнтологів), які працюють за мізерну платню, підписуючи мільярдні контракти на "мільйони років", і фактично перебувають у стані "добровільного рабства".
Хоча Саєнтологія позиціонує себе як релігія, її вчення (наприклад, про "тетани" – безсмертні душі, що існують мільярди років, про "Ксену" – міжгалактичну істоту) значно відрізняються від традиційних релігійних концепцій. Це призводить до дискусій щодо її релігійного статусу.
Деякі харизматичні церкви з іноземним корінням
Хоча більшість харизматичних церков є легітимними, деякі групи, що виникли під впливом іноземних проповідників або мають тісні зв'язки з іноземними центрами, можуть виявляти деструктивні риси. Наприклад, "Посольство Боже" Сандея Аделаджі, хоч і зареєстроване в Україні, було засноване нігерійцем і отримало вплив з-за кордону. Його звинувачення у фінансових пірамідах та культі особистості є прикладом таких небезпек.
Трансцендентальна медитація
Термін "секта" щодо Трансцендентальної Медитації (ТМ) активно використовується критиками цієї практики, хоча сама організація позиціонує себе як світська, науково обґрунтована техніка для зменшення стресу та підвищення особистісного потенціалу.
Трансцендентальна Медитація (ТМ) — це техніка медитації, розроблена індійським гуру Махаріші Махешем Йогі в середині 1950-х років. Вона передбачає щоденну практику по 15-20 хвилин двічі на день, під час якої людина мовчки повторює персонально призначену мантру.
Хоча ТМ офіційно заявляє про свою нерелігійність, її критики стверджують, що в її основі лежать індуїстські філософські та релігійні принципи. Мантри, які даються учням, часто є іменами індуїстських божеств. Церемонія посвячення в ТМ (пуджа) є традиційним індуїстським ритуалом, який включає поклоніння вчителям, що передували Махаріші. Це розцінюється як релігійний обряд. На думку деяких релігієзнавців, ТМ є однією з форм раджа-йоги, що має глибоке коріння в індуїзмі.
Махаріші Махеш Йогі є центральною, незаперечною фігурою в русі ТМ. Його вчення вважаються абсолютною істиною, а його послідовники часто демонструють високий ступінь відданості йому. У ЗМІ були випадки, коли колишні послідовники заявляли про надмірний контроль та вплив з боку організації, що характерно для культів.
Таким чином, Трансцендентальна Медитація є дуже контроверсійною практикою. Хоча її прихильники наголошують на її науковості та користі для здоров'я, критики вказують на приховані релігійні елементи, фінансові вимоги, елементи культу особистості та потенційну психологічну залежність, що дає підстави називати її сектою або релігійним культом.

## Сучасний стан
В Україні існує розгалужена система релігієзнавчих центрів та громадських організацій, які вивчають нові релігійні рухи та надають консультації щодо потенційно деструктивних культів. ЗМІ активно висвітлюють скандали, пов'язані з діяльністю таких груп.
Держава, відповідно до Конституції, гарантує свободу віросповідання, але водночас має механізми для розслідування та притягнення до відповідальності за шахрайство, нанесення шкоди здоров'ю або інші злочини, вчинені під прикриттям релігійної діяльності.
Історія сектантства в Україні є важливим елементом розуміння релігійної мозаїки країни та викликів, пов'язаних із забезпеченням релігійної свободи та захистом громадян від маніпуляцій.